# Hydrogénosulfate d'éthyle
L'hydrogénosulfate d'éthyle est un composé chimique de formule CH3CH2OSO3H. Cet ester éthylique de l'acide sulfurique H2SO4 est un intermédiaire de la conversion de l'éthylène CH2=CH2 en éthanol CH3CH2OH.
Il peut être préparé au laboratoire en faisant réagir de l'éthanol avec de l'acide sulfurique en maintenant la solution à une température inférieure à 140 °C afin de prévenir la formation d'éther diéthylique (CH3CH2)2O :
CH3CH2OH + H2SO4 → CH3CH2OSO3H + H2O.
La réaction étant fortement exothermique, l'acide sulfurique doit être versé goutte par goutte ; à défaut, il convient de refroidir suffisamment le milieu réactionnel. Au-delà de 170 °C, l'hydrogénosulfate d'éthyle produit se scinde à nouveau en éthylène et acide sulfurique.